# Friedrich Münch (Politiker)

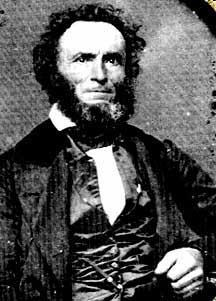
Friedrich Münch

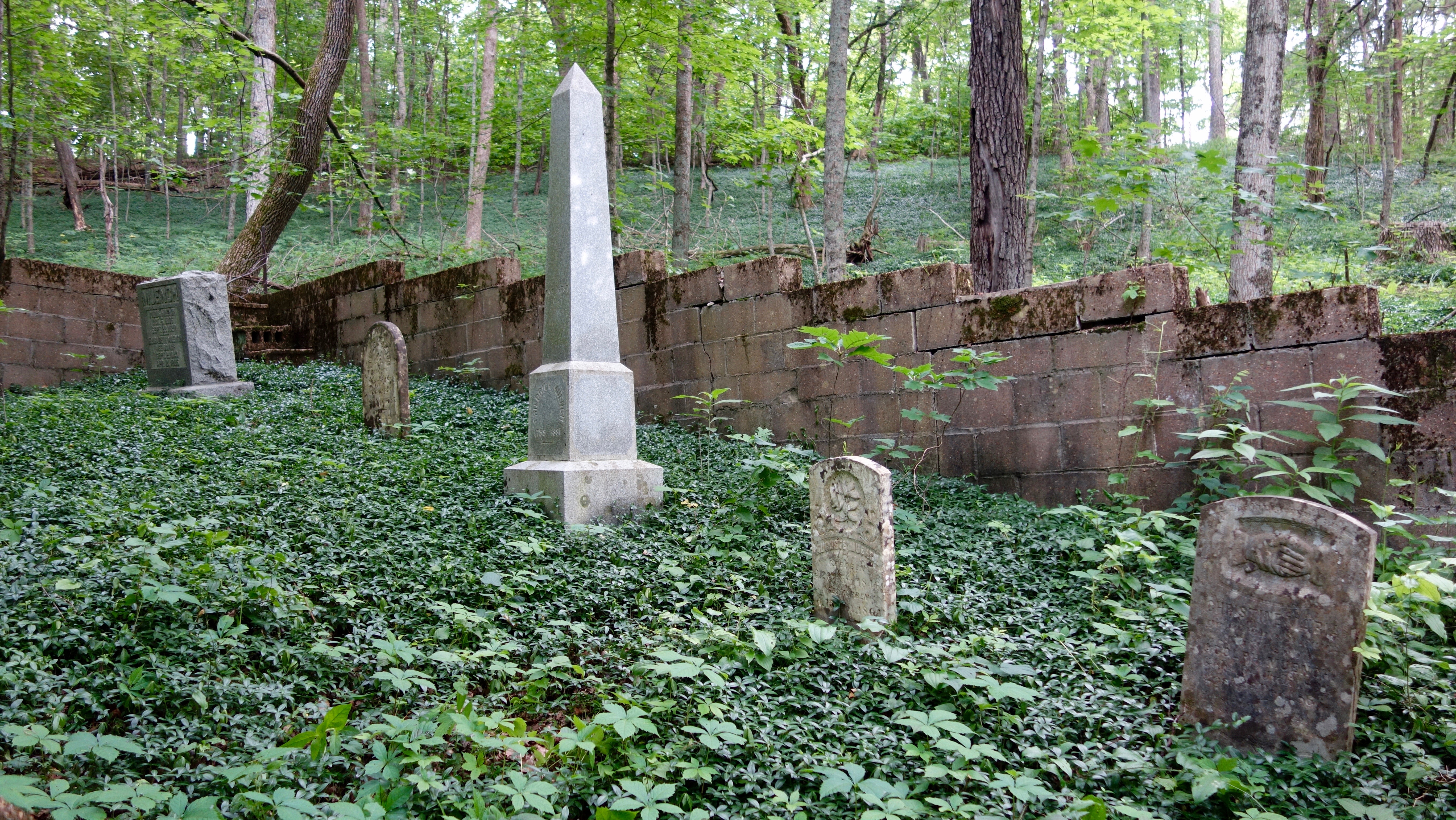
Grabstelle von Friedrich Münch (Mitte) und seiner Familie bei Dutzow, Missouri

Friedrich Gottlieb Christian Wilhelm Münch (* 25. Juni 1799 in Nieder-Gemünden a. d. Ohm; † 14. Dezember 1881 in Augusta, Missouri) war ein deutsch-amerikanischer Pastor, Winzer, Politiker und Schriftsteller.

## Leben
Münch wuchs in seinem Heimatdorf auf, wo er zunächst nur von seinem Vater unterrichtet wurde. 1814 kam er auf das Gymnasium in Darmstadt. Von 1816 bis 1819 studierte er Theologie an der Universität Gießen. In Gießen wurde er 1816 Mitglied des Germanenbundes Gießen und der christlich-teutschen Burschenschaft/Ehrenspiegelburschenschaft. Hier lernte er die Gebrüder Follen (Adolf Ludwig Follen, Karl Follen und Paul Follen) kennen, die Begründer der Gießener Schwarzen. Mit Paul Follen, der dann 1825 seine Schwester Maria heiratete, verband ihn eine lebenslange Freundschaft.
1833 gründete er mit seinem Schwager Paul Follen die Gießener Auswanderungsgesellschaft, um in den Vereinigten Staaten einen deutschbesiedelten Bundesstaat als Vorbild für eine zukünftige deutsche Republik zu errichten. Es gelang ihnen, 500 Ausreisewillige 1834 nach Amerika zu bringen. Münch mit 250 Auswanderern (darunter einige Familien aus Niedergemünden, auch viele seiner Verwandten) strandete zuerst auf der Weserinsel Harriersand. Sie landeten dann mit der Medora am 24. Juli 1834 in Baltimore.
Die Utopie vom eigenen Staat musste bald aufgegeben werden. Münch, Follen und verwandte Familien ließen sich nahe dem Zusammenfluss von Missouri und Mississippi in der 1832 von Baron von Bock gegründeten deutschen Siedlung Dutzow im Warren County als Farmer nieder. Bald stieß noch Friedrichs Bruder Georg dazu, der seine Farm in unmittelbarer Nähe errichtete. Münch siedelte 1859 nach Augusta über, wo er mit seinem Bruder Georg Münch (5. Juli 1801 – 26. April 1879) das noch heute existierende Weingut Mount Pleasant Winery (38° 34′ 15,2″ N, 90° 53′ 9,3″ W) errichtete.
Münch beteiligte sich am politischen Leben. Er war Mitgründer der Republikanischen Partei und gehörte als Abgeordneter dem Senat von Missouri an. Zusammen mit Friedrich Hecker, dem badischen Revolutionär von 1848/9, der ebenfalls in die USA emigriert war, trat er entschieden gegen die Sklaverei ein und seinem Einfluss ist es zu verdanken, dass sich Missouri nicht den Südstaaten anschloss. Einer seiner Söhne gehörte zu den ersten deutschstämmigen Freiwilligen, die Lincolns Ruf zu den Waffen folgten. Er fiel am 10. August 1861 in der Schlacht am Wilson’s Creek unter dem Kommando von Franz Sigel, der Kriegsminister der Badischen Revolutionäre 1848/9 gewesen war.
Er betätigte sich als Schriftsteller für deutsche und amerikanische Zeitungen. Seine Werke veröffentlichte er unter dem Pseudonym Far West. Seine Biografie wurde erstmals 1875 in der deutschsprachigen Monatsschrift „Der Deutsche Pionier“ veröffentlicht.
Münchs Nachkommen sind in der Folge in St. Louis zu Wohlstand und großem Ansehen gelangt. Eine seiner Töchter, Emilie, heiratete einen Sohn von Paul Follen, Dr. William Follenius (1829–1902).

## Werke
- A treatise on religion and christianity, orthodoxy and rationalism. An appeal to the common-sense of all who like truth better than. B. H. Greene, Boston 1847. Google
- American Grape Culture. Brief But Thorough and Practical Guide to the Laying Out of Vineyards, the Treatment of Vines, and the Production of Wine in North America. Conrad Witter, St. Louis, Missouri 1859. Goole
- Der Staat Missouri, geschildert mit besonderer Rücksicht auf teutsche Einwanderung, C. Hauser, New York, 1859.Sachsen Digital
- School for American grape culture. Brief but thorough and practical guide to the laying out of vineyards, the treatment of vines, and the production of wine and North America., St. Louis 1865.
- Der Staat Missouri. Ein Handbuch für deutsche Auswanderer. Mit einem Anhange, mehreren Abbildungen und der neuesten Karte des Staates Missouri. 3., d. neuesten Verhältnissen entspr. u. ganz umgearb. u. ansehnlich vermehrte Aufl.Tannen, Bremen  1875. Staatsbibliothek Berlin
- Eduard Pelz. In: Der Deutsche Pionier. Redakteur H. A. Rattermann. 8. Jg. Heft 7, Oktober 1876. Cinncinatti 1876, S. 282–283. Google
- Amerikanische Weinbauschule, St. Louis 1877
- Geisteslehre für die heranreisende Jugend zum Gebrauche für Lehrer höhere Lehranstalten: Ein Buch für Lehrer und Schüler und alle Freunde des freien Denkens, St. Louis, 1872
- Friedrich Münch (Hrsg.): Erinnerungen aus Deutschlands trübster Zeit, dargestellt in den Lebensbildern von Karl Follen, Paul Follen und Friedrich Münch, St. Louis (Missouri) und Neustadt a.d. Haardt 1873.Google
- Friedrich Münch: Gesammelte Schriften. C. Witter, St. Louis, Missouri 1902. Archive.org